# Pseudosericocoma
Pseudosericocoma là chi thực vật có hoa trong họ Amaranthaceae.